# هلیوکس
هلیوکس آمیخته‌ای از هلیم و اکسیژن از جمله گازهای تنفسی است. هلیوکس نوعی درمان برای بیمارانی است که مشکلات تنفسی دارند. این مخلوط گازی نسبت به هوای معمولی مقاومت کمتری در مجرای تنفسی بیمار پدیدمی‌آورد در نتیجه دم و بازدم بیمار آسان تر خواهد بود و توان کمتری صرف این کار می‌شود.
هلیوکس از دههٔ ۱۹۳۰ کاربرد پزشکی پیدا کرده‌است و از آن زمان تا کنون به دلیل چگالی کم آن، کاربردش بیشتر هم شده‌است. همچنین از هلیوکس در فاز عمیق غواصی فنی استفاده می‌شود.

## کاربرد
در پزشکی، هلیوکس از ۲۱ درصد اکسیژن (مانند جو زمین) و ۷۹ درصد هلیم ساخته شده‌است البته ترکیبات دیگری از آن مانند نسبت ۷۰ به ۳۰ یا ۶۰ به ۴۰ آن هم موجود است. سادگی فرایند دم و بازدم (Work of Breathing یا WOB) یا کاهش انرژی مکانیکی صرف شده برای تنفس توسط این گاز به دو روش ممکن است:
1. افزایش تمایل به جریان آرام
2. کاهش مقاومت در آشفتگی جریان

گرانروی هلیوکس همانند هوا است اما چگالی آن بسیار کمتر است (۰٫۵ گرم بر لیتر در برابر ۱٫۲۵ گرم بر لیتر هوا در شرایط استاندارد دما و فشار) در هنگام گذر هوا از مجراهای تنفسی سه نوع جریان ایجاد می‌شود: جریان آرام، جریان انتقالی و جریان آشفته؛ تمایل به شکل‌گیری هریک از این جریان‌ها به عدد رینولدز مربوط به آن‌ها بستگی دارد. جرم حجمی کم هلیوکس عدد رینولدز کمتری برای آن به وجود می‌آورد در نتیجه احتمال داشتن جریان لایه‌ای یا آرام بیشتر خواهد بود. جریان آرام با مقاومت کمتری نسبت به جریان آشفته روبرو می‌شود.
هلیوکس برای افراد مبتلا به آسم کاربرد دارد.